# Метафизика (альбом)
«Метафизика» — двадцать восьмой студийный альбом Александра Розенбаума. В альбом вошли как песни, написанные в разные годы творчества Александра Розенбаума, но так и не выпущенные на дисках (так например: «Стейнвей-блюз» написан в 1970-х годах; «Метафизика» в 2004 году; «На седьмом десятке»; «Уставший город» в 2011 году; «Ожог», «Уходя уходи» в 2014 году… и т. д.), так и совершенно новые композиции.
Альбом не похож на привычное творчество Розенбаума и сделан в смеси жанров рок-музыки, джаза и блюза. Именно с такой музыки Розенбаум начинал свой творческий путь ещё в 70-х годах в различных ВИА.
Презентация альбома состоялась 10 декабря 2015 в клубе YotaSpace в Москве. Официальный релиз на iTunes — 11 декабря 2015.

## Список композиций
Слова и музыка всех песен — Александр Розенбаум.
| №                   | Название             | Длительность |
| ------------------- | -------------------- | ------------ |
| 1.                  | «На седьмом десятке» | 4:36         |
| 2.                  | «Полотно»            | 6:57         |
| 3.                  | «Ожог»               | 5:01         |
| 4.                  | «Уходя-уходи»        | 4:49         |
| 5.                  | «Уставший город»     | 5:01         |
| 6.                  | «Космический мотив»  | 5:15         |
| 7.                  | «Фиолетовый каприз»  | 4:01         |
| 8.                  | «Скобяная лавка»     | 4:36         |
| 9.                  | «Мы уезжаем»         | 3:43         |
| 10.                 | «За мной»            | 4:47         |
| 11.                 | «Стейнвей-блюз»      | 4:38         |
| 12.                 | «Принцесса и вагант» | 5:04         |
| 13.                 | «Метафизика»         | 5:04         |
| 14.                 | «Спасибо»            | 4:29         |
| Общая длительность: | Общая длительность:  | 1:08:01      |